# (33673) 1999 JZ99
1999 JZ99 (asteroide 33673) é um asteroide da cintura principal. Possui uma excentricidade de 0.15751700 e uma inclinação de 17.86970º.
Este asteroide foi descoberto no dia 12 de maio de 1999 por LINEAR em Socorro.